# Líber Gadelha
Líber Gadelha (Rio de Janeiro, 25 gennaio 1957 – Rio de Janeiro, 30 gennaio 2021) è stato un produttore discografico, imprenditore e musicista brasiliano.

## Biografia
Dopo essere stato chitarrista della band Jards Macalé negli anni '70, iniziò a dedicarsi alla produzione discografica nel decennio successivo seguendo la carriera di Zizi Possi, divenuta poi sua moglie, e di Luiz Melodia.
Nel 1990 diventò direttore artistico della Sony Music. Fondò poi, nel 1997, l'etichetta musicale Indie Records, per la quale registrarono i loro dischi artisti come Boca Livre, 14 Bis, Vinny, Aline Barros. Dal 2000 al 2003 strinse una partnership con la Universal Music.
Nel 2006 nacque una sua nuova etichetta, la LGK Music, che pubblicò i lavori musicali di Beth Carvalho, Alcione, Jorge Aragão e Fundo de quintal.
Gadelha è morto per complicazioni da Covid-19 nel gennaio 2021 a 64 anni. Era cugino di Dedé Gadelha e Sandra Gadelha, prime mogli, rispettivamente, di Caetano Veloso e Gilberto Gil. Divorziò da Zizi dopo che essa gli aveva dato la sua unica figlia, Luiza Possi.